# Oleandra baetae
Oleandra baetae är en ormbunkeart som beskrevs av Damazio. Oleandra baetae ingår i släktet Oleandra och familjen Oleandraceae. Inga underarter finns listade.